# SOV형

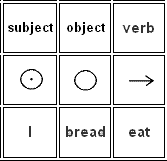

SOV형이란 언어유형학에서 주어(Subject)-목적어(Object)-동사(Verb)의 순서로 구성된 언어들을 가리키는 표현이다.  한국어, 일본어, 튀르키예어 등이 속하며 교착어들이 많다. SOV 언어들은 SVO 어순의 언어들에 비해 문장의 통사적 안정도가 낮다. 그래서 영어, 중국어 등(영어와 중국어는 한국어, 일본어, 터키어와 다르게 고립어이다.)과 같은 고정 어순을 나타내는 언어(고립어)보다 자유 어순을 나타내는 언어가(교착어 등) 많다. 따라서 주어와 목적어가 위상으로 구별되는 SVO 언어들과 다르게 SOV 언어들은 형태소에 의해 주어와 목적어를 구별하는 것이 일반적인데, 그 유형은 대체로 네 가지로 분류할 수 있다.(아래에서 표지를 갖는다는 말은 격조사가 붙는다는 전문용어이다.) SOV 언어들은 SVO의 고립어들과 다르게 문장성분구조 즉 S와 O와 V의 순서를 자유자재로 바꿀 수 있다. 세계에서 언어들은 SOV가 56% SVO가 55%로 SOV 형태가 더 많다고 알려져 있으나 해당 SOV는 SVO로도 표현이 될 수 있는 교착어들이 많기 때문에 어순이 고정된 언어가 많은 SVO보다 더 많아보일 수 있다. 형태가 SOV라고 해도 소말리아어와 아프리카어와 같이 대명사와 부사 등의 위치가 다르며 문법적으로 크게 상이한 언어가 많다.
- 주어와 목적어 모두 표지를 갖는 경우: 한국어, 일본어 (※사실상 어순이 불필요함. 심지어 주격•목적격 조사(원칙이지만)도 불필요함.)
- 주어는 영표지이고 목적어가 표지를 갖는 경우: 나머지 알타이어족의 언어들
- 목적어가 영표지이고 주어가 표지를 갖는 경우: 대체적으로 능격-절대격 체계의 언어들. 예) 오세아니아 원주민 언어들
- 주어와 목적어 모두 영표지인 경우: 주어는 보통 문장의 첫머리에, 목적어는 주어 다음, 혹은 동사 바로 앞에 위치시키는데, (예)인도이란어파의 언어들) 목적어가 주어 앞에 나올 경우, 힌디어는 목적어와 주어 사이에 휴지(休止, pause)를 두며, 페르시아어는 허사 'ر(ra)'를 삽입하여 구별한다.

## 이 유형에 속하는 언어
- 알타이 제어: 한국어와 일본어, 대부분의 몽골어족, 퉁구스어족, 튀르크어족 언어들
- 캅카스 제어
- 대부분의 인도이란어파 언어
- 고대 게르만어, 고전 라틴어, 고대 그리스어
- 사모예드어파 언어들(=핀우그리아어파 제외 우랄어족)
- 티베트어 등 대부분의 티베트버마어파 언어
- 나바호어 등 데네예니세이어족과 케추아어 등 일부 아메리카 원주민 언어들
- 서남아프리카의 만데어파, 호텐토트어 등 비-반투 언어와(하지만 만데어파, 호텐토트어는 SVO > SOV 로 SVO가 더 많이 사용됨)[1]
- 수메르어
- 소말리어, 쿠시어파 언어들

## 같이 보기
- 어순
- SVO형
- VSO형
- VOS형
- OSV형
- OVS형